# Seth Kearsley
Seth Kearsley est un réalisateur, producteur et acteur américain né le 3 novembre 1971 à Cincinnati, Ohio (États-Unis).

## Filmographie

### comme réalisateur
- 1997 : Mummies Alive! (en) (série TV)
- 1998 : Mummies Alive! The Legend Begins (en) (vidéo)
- 1999 : Dilbert ("Dilbert") (série TV)
- 2002 : Huit Nuits folles d'Adam Sandler (Eight Crazy Nights)

### comme producteur
- 1997 : Mummies Alive! (en) (série TV)
- 1998 : Mummies Alive! The Legend Begins (en) (vidéo)

### comme acteur
- 2002 : Huit nuits folles d'Adam Sandler (Eight Crazy Nights) : Brill's Teammate (voix)